# Parexogone anseforbansensis
Parexogone anseforbansensis är en ringmaskart som beskrevs av Hernandez-Alcantara och Solis-Weiss 1998. Parexogone anseforbansensis ingår i släktet Parexogone och familjen Syllidae. Inga underarter finns listade i Catalogue of Life.